# Saint-Savinien
Saint-Savinien é uma comuna francesa na região administrativa da Nova Aquitânia, no departamento de Charente-Maritime. Estende-se por uma área de 47,00 km². Em 2010 a comuna tinha 2 550 habitantes (densidade: 54,3 hab./km²).